# Тиарно-ди-Сопра
Тиа́рно-ди-Со́пра (итал. Tiarno di Sopra) — упразднённая коммуна в Италии, расположена в автономной области Трентино-Альто-Адидже, подчиняется административному центру Тренто. Ныне является фракцией коммуны Ледро.
Население коммуны, на 31.12.2009 года, составляло 1074 человека, плотность населения — 27,70 чел./км². Коммуна занимала площадь 38,77 км². 
Почтовый индекс — 38060. Телефонный код — 0464.
Покровителями коммуны почитаются святые апостолы Пётр и Павел, день их памяти ежегодно отмечается 29 июня.

## История
Муниципалитет Тиарно-ди-Сопра был упразднён 1 января 2010 года, с целью создания новой коммуны Ледро. Она была создана путём объединения  Тиарно-ди-Сопра с соседними муниципалитетами Бедзекка, Кончеи, Молина-ди-Ледро, Пьеве-ди-Ледро и Тиарно-ди-Сотто.

## Демография
Динамика населения: